# Astúries d'Oviedo
Les Astúries d'Oviedo fan referència a una comarca històrica del principat d'Astúries, que s'estenia des del riu Eo a la part occidental i fins a la conca del riu Deva a l'oriental, comprenent totes les valls entre aquests dos rius des de la costa fins a la serralada Cantàbrica al sud. La seva capital era a Oviedo. Al costat de les d'Oviedo existien també les Astúries de Santillana.
Comarca creada el 1230, arran de la reorganització territorial de Ferran III, quan els regnes de Lleó i Castella s'uneixen definitivament. En aquesta reorganització el territori dels moderns concejos de Ribadedeva, El Valle Altu de Peñamellera i El Valle Baḥu de Peñamellera, que anteriorment depenia d'Oviedo, passa a formar part de la Merindad castellana de les Astúries de Santillana amb capital a Santillana del Mar.
Aquesta comarca desapareix amb la divisió territorial d'Espanya de 1833, quan Astúries d'Oviedo perd els seus territoris perifèrics de Burón o Miranda, Suarna, Sayambre, Valdeón i Tresvisu, creant-se la província d'Oviedo (actual província d'Astúries). Els concejos de Ribadedeva i les dues Peñamelleres tornen a formar part d'Astúries d'Oviedo, de la qual van ser esqueixades en 1230.